# Тигипко, Сергей Леонидович
Серге́й Леони́дович Тиги́пко (укр. Сергій Леонідович Тігіпко; род. 13 февраля 1960, село Драганешты, Сынжерейский район, Молдавская ССР, СССР) — украинский политик и предприниматель, бывший вице-премьер-министр и министр социальной политики Украины (2010—2012).
В 1992—1997 годах был председателем правления Приватбанка. В 1997—1999 годах занимал пост вице-премьера правительства Украины, а с 1999 по 2000 — министра экономики. Основатель и лидер партии «Трудовая Украина» (2000—2005). В 2002—2004 годах был главой Национального банка Украины, а в 2004 году возглавлял предвыборный штаб Виктора Януковича на выборах президента Украины. Председатель партии «Сильная Украина» (2009—2012, 2014-), заместитель председателя Партии регионов (2012—2014), кандидат в президенты Украины 2010 и 2014 года.
В 2007—2009 годах — председатель правления банка АТ Сведбанк, в 2005—2009 годах занимал пост главы финансово-промышленной группы ТАС.
До 2012 года входил в топ-10 богатейших украинцев по версии Forbes, в настоящее время занимает 12-ю позицию в топ-100. По последним оценкам Forbes (февр. 2013), его капитал составляет $1,11 млрд.

## Биография

### Ранние годы (1960—1984)
Сергей Леонидович Тигипко родился 13 февраля 1960 года в селе Драганешты Лазовского района Молдавской ССР, куда его дед переехал в 1902 году из Винничины. Газета «Коммерсантъ» писала, что отец Сергея, Леонид Тигипко, занимал должность секретаря днепропетровского горкома КПУ. По словам самого Тигипко, его отец заведовал колхозной пасекой и умер, когда Сергею было 10 лет. После смерти отца Сергей Тигипко и двое его братьев (старший Валерий и младший Александр) воспитывались матерью, жили в доме без канализации на окраине Кишинёва, у городской свалки.
В Днепропетровск Тигипко переехал после окончания школы в 1977 году, поступив в Днепропетровский металлургический институт. Во время учёбы Тигипко жил в общежитии, где основал кафе-клуб и проводил в нём студенческие дискотеки. Он подрабатывал в стройотрядах, был грузчиком, электриком и расфасовщиком курятины на мясокомбинате. В 1982 году Тигипко получил диплом по специальности «литейное производство чёрных и цветных металлов» и квалификацию инженера-металлурга.
После окончания ВУЗа Тигипко по собственному желанию ушёл в армию (служил офицером в танковых войсках), потому что там платили больше, чем на производстве. Служил командиром взвода и заместителем командира по технической части танковой роты, пгт Гвардейский (под Новомосковском), был комсоргом полка, управлял танком Т-64Б.

### Комсомол (1984—1991)
Вернувшись из армии в 1984 году, Тигипко получил должность заведующего отделом и заместителя директора по учебно-воспитательной работе Днепропетровского механико-металлургического техникума. Параллельно он начал работать в украинском комсомоле (ЛКСМУ) секретарём комитета этого техникума. В 1986 году он решил сконцентрироваться на комсомольской работе, став заведующим отдела пропаганды и агитации, а также вторым секретарём Днепропетровского областного комитета ЛКСМУ.
В августе 1989 года Тигипко был избран на должность первого секретаря Днепропетровского областного комитета: ему в этом помог будущий вице-премьер правительства Украины Александр Турчинов (после избрания Тигипко он занял пост завотдела пропаганды и агитации). На этой должности Тигипко помог Юлии Тимошенко открыть её бизнес, в том числе молодёжный центр «Терминал», тогда же он познакомился с Леонидом Кучмой и стал одним из представителей будущего «днепропетровского клана».

### Банковское дело (1991—2000)
После ликвидации комсомола в октябре 1991 года Тигипко занялся банковским делом. Он получил должность заместителя председателя совета правления коммерческого банка «Днипро», но, как писали в прессе, был уволен «за наглость», а в марте 1992 года возглавил правление созданного при его участии днепропетровского Приватбанка.
Сам Тигипко был партнёром и акционером банка, владельцами которого были Игорь Коломойский, Алексей Мартынов, Леонид Милославский и Геннадий Боголюбов. Ходили слухи, что на этом посту Тигипко был замешан в отмывании средств через латвийские банки. Сам политик эти слухи не комментировал. Также руководя Приватбанком, Тигипко создал для группы «Приват» медиа-консорциум, в который вошли информационное агентство «УНИАН», «Приват-ТВ», «Новая газета», радио «Премьер» и рекламное агентство «Довира».

### В правительстве (1994—2001)
В 1994 году Тигипко стал внештатным консультантом президента Украины Кучмы по вопросам монетарной политики. В апреле 1997 года Тигипко покинул Приватбанк, когда его пригласили работать в правительство Украины (возглавляемое тогда Павлом Лазаренко) вице-премьером по вопросам экономической реформы. Десять лет спустя Лазаренко заявлял, что он дал Тигипко «дорогу в жизнь».
После отставки Лазаренко Тигипко остался вице-премьером по вопросам экономики в правительстве Валерия Пустовойтенко. Ходили слухи, что Тигипко вместе с Кучмой и президентом Франции Жаком Шираком тогда организовал передачу предприятия Николаевцемент международному консорциуму Lafarge, в правление которого входила супруга Ширака — Бернадет. В 1997 году Тигипко получил от Ширака орден Почётного легиона.
С 1999 по 2000 год Тигипко занимал пост министра экономики в кабинете премьер-министра Виктора Ющенко. Во время Оранжевой революции в 2004 году Тимошенко заявляла, что на посту министра экономики Тигипко лоббировал интересы предпринимателя Григория Суркиса и политика Виктора Медведчука.
Параллельно Тигипко был членом ряда правительственных и президентских советов и комиссий. С 1997 по 2000 год он возглавлял Экспертный совет по вопросам страхования при кабмине Украины и Национальный совет по вопросам статистики при президенте Украины. С 1997 по 2001 год входил в Высший экономический совет президента Украины и был заместителем председателя Государственной комиссии по проведению на Украине административной реформы. В 1998—1999 годах Тигипко занимал пост председателя Межведомственной комиссии по вопросам регулирования рынка продовольствия, цен и доходов сельскохозяйственных товаропроизводителей, а в 1998—2000 годах был председателем Комиссии по вопросам возвращения на Украину валютных ценностей, которые незаконно находятся за её пределами. Также он был членом Стратегической группы по вопросам украино-российских взаимоотношений при президентах двух государств.

### В парламенте и Нацбанке (2000—2004)
В 2000 году Тигипко окончательно разделил бизнес с владельцами Приватбанка: он «забрал» с собой свою долю — банк Киев-Приват (по другим сведениям, создал его на заработанные во время работы в Приватбанке средства).
В июне 2000 года Тигипко подал в отставку из правительства Ющенко, «устав от неэффективной работы кабинета». На довыборах в июне 2000 года он был избран в Верховную раду Украины третьего созыва от 36-го избирательного округа в Павлограде и присоединился к партии «Трудовая Украина», в ноябре занял пост её председателя, сменив на этом посту Игоря Шарова. Тигипко вошёл в парламентский комитет по вопросам финансов и банковской деятельности и, работая в парламенте, создал благотворительный фонд «Перспектива».
В 2001 году Тигипко вместе с супругой Наталией создал на базе Киев-Привата финансово-промышленную группу ТАС, в которую вошли банки ТАС-Инвестбанк, ТАС-Комерцбанк, ТАС-Бизнесбанк, страховые компании ТАС и ТАС-Капитал, машиностроительное предприятие Камет-ТАС, заводы «Днепрометиз», «Теко» и другие компании. Тигипко назвал финансово-промышленную группу инициалами своей дочери Тигипко Анны Сергеевны.
В 2001 году «Трудовая Украина» вместе с Партией регионов, Народно-демократической партией, Аграрной партией и Партией промышленников и предпринимателей вошла в избирательный блок «За единую Украину!». Тигипко получил в объединённом списке седьмое место и прошёл на выборах в апреле 2002 года в Верховную раду четвёртого созыва.
В декабре 2002 года после долгих прений Тигипко был избран Верховной радой на пост председателя Национального банка Украины. Отмечалось, что его назначение на этот пост — как представителя парламентского большинства, — произошло в обмен на поддержку большинством состоявшегося несколько ранее назначения В. Ф. Януковича премьер-министром. На этом посту он был инициатором введения новой серии банкнот и выступал против валютного союза России и Украины. Ходили слухи, что президент Кучма собирался выдвинуть Тигипко на пост премьер-министра или даже сделать его своим преемником, причём сам Тигипко также не отрицал своих президентских амбиций. Пресса писала, что Тигипко близок к зятю Кучмы, бизнесмену Виктору Пинчуку.

### Уход из политики (2004—2009)
В июле 2004 года Тигипко возглавил избирательный штаб Виктора Януковича, кандидата в президенты Украины, после чего фактическим руководителем Нацбанка стал его заместитель Арсений Яценюк. 29 ноября 2004 года, после второго тура президентских выборов Тигипко подал в отставку с поста главы Нацбанка и руководителя штаба Януковича (причины этого решения не разглашал ни он сам, ни Янукович). Некоторые эксперты высказывали мнение, что Янукович проиграл выборы именно из-за своего штаба, команда которого во главе с Тигипко была якобы навязана кандидату коалиционными договорённостями.
Хотя сразу после отставки Тигипко заявил о намерении заняться политикой и, согласно опросам общественного мнения, за него в канун Оранжевой революции могли проголосовать 17 % избирателей, он в итоге решил заняться бизнесом. В апреле 2005 года Тигипко ушёл с поста лидера «Трудовой Украины» (новым председателем партии стал Валерий Коновалюк, через два года она влилась в состав Партии регионов) и в сентябре стал председателем правления финансово-промышленной группы ТАС.
В 2007 году Тигипко продал ТАС-Комерцбанк шведскому Swedbank за 735 миллионов долларов и был приглашён на пост председателя правления украинского отделения Swedbank (АТ Сведбанк). В 2008 году премьер-министр Украины Юлия Тимошенко назначила Тигипко своим советником: вместе они стали сопредседателями Совета инвесторов при кабинете министров Украины.

### Президентские выборы 2010 года
В марте 2009 года Тигипко заявил, что готов войти в правительство Тимошенко и не собирается избираться на президентский пост. Однако уже в апреле 2009 года Тигипко объявил о намерении участвовать в выборах президента Украины. В мае 2009 года он согласился на выдвижение от Трудовой партии Украины Дмитрия Сироты, ушёл с поста советника Тимошенко и в июне подал в отставку из ТАС и Сведбанка, оставшись членом наблюдательного совета последнего. 27 октября 2009 года самовыдвиженец Тигипко был зарегистрирован кандидатом в президенты Украины.
По мнению политологов, Тигипко должен был стать важным «техническим» кандидатом на стороне Юлии Тимошенко, и его задача — отобрать у Януковича часть голосов избирателей на востоке Украины. Впрочем, некоторые эксперты утверждали, что Тигипко может предложить свои услуги и другим кандидатам. Примечательно, что о «близости» с Тигипко объявили лидер украинских социалистов Александр Мороз и представитель Партии регионов Юрий Бойко. На свою избирательную программу Тигипко собирался потратить около 15—20 миллионов гривен. В октябре 2009 года социальные опросы показывали, что за Тигипко на выборах президента собирались проголосовать 1,7 % респондентов. В числе предвыборных лозунгов Тигипко было вступление Украины в Европейский союз, налоговая и конституционные реформы и уменьшение влияния государства на экономику. Также он был против предоставления русскому языку статуса второго государственного.
В ноябре 2009 года Тигипко был избран председателем Трудовой партии Украины. Перед этим делегатами съезда партии было принято решение о досрочном прекращении полномочий её предыдущего председателя Дмитрия Сироты. Кроме того, делегаты единогласно приняли решение о смене названия партии (она стала именоваться «Сильной Украиной»), а также утвердили новые редакции её программы и партийного устава.
17 января 2010 года на Украине прошёл первый тур президентских выборов. Тигипко занял на них третье место, набрав 13 % голосов избирателей и уступив Януковичу и Тимошенко.

### В правительстве (2010—2012)
Перед выборами Тигипко обещал соблюдать нейтралитет во время второго тура. В марте того же года Янукович предложил Тигипко пост вице-премьера. После формирования новой парламентской коалиции, 11 марта 2010 года, Тигипко был назначен вице-премьером по экономическим вопросам в правительстве Николая Азарова.
9 декабря 2010 года Янукович объявил об административной реформе, в результате которой число членов правительства было сокращено с 36 до 17, также почти в два раза было сокращено число органов исполнительной власти. Тигипко в результате реформы сохранил пост вице-премьера, а также был назначен министром социальной политики Украины.
В августе 2011 года было официально объявлено о запуске процесса объединения «Сильной Украины» и правящей Партии регионов. В ноябре того же года в газете «Коммерсантъ Украина» появилась информация, что объединение откладывается на неопределённый срок из-за нежелания руководства Партии регионов выполнить требования Тигипко о предоставлении его сторонникам дополнительных постов в правительстве. Однако пресс-службы партий опровергли эти данные и пообещали, что процесс слияния будет завершён «в ближайшее время». В 2012 году объединение двух партий, наконец, состоялось: 17 марта «Сильная Украина» самораспустилась, а её членам было предложено вступить в Партию регионов. Тигипко получил место заместителя председателя Партии регионов, которым в тот момент являлся Николай Азаров.

### В парламенте (с 2012 года)
23 апреля 2012 года Тигипко стал заместителем начальника центрального избирательного штаба Партии регионов Андрея Клюева, ответственным за публичное ведение кампании партии на парламентских выборах 2012 года. В декабре Тигипко отверг предложение остаться в исполнительной власти и окончательно решил перейти в парламент. В парламенте Тигипко стал членом комитета по вопросам информатизации и информационных технологий.
Согласно социсследования Центра Разумкова на март 2013 года вошёл в пятёрку политиков в рейтинге антипатий украинцев (64,7 % неподдержки).

### Выборы 2014 года
В начале апреля 2014 года был исключён из Партии регионов после того как не согласился с тем, что партия не поддержала его кандидатуру в президенты на выборах 2014 года. 7 апреля политсовет Партии регионов исключил Сергея Тигипко из партии. 8 апреля 14 народных депутатов от Партии регионов, в том числе и Тигипко, заявили о выходе из Партии регионов и фракции ПР в Верховной Раде, а также о создании оппозиционной к действующей власти депутатской группы.

## Программа кандидата в президенты Украины
Программа Сергея Тигипко содержит обещания проведения прямых выборов губернаторов областей, досрочных выборов всех уровней законодательной власти, придания русскому языку статуса второго государственного и восстановления правового статуса региональных языков, роспуска всех незаконных вооружённых формирований, проведения реформы местного самоуправления с достижением максимальной культурной и экономической автономии. В сфере внешней политики предлагается использовать «буферное положение страны» как инструмент влияния и вести жесткую и самостоятельную политику. Также предполагается возобновить переговоры по всем сферам взаимодействия с РФ на прагматичной основе и разработать план восстановления территориальной целостности государства.

## Личная жизнь
Тигипко — кандидат экономических наук. Диссертацию на тему «Формирование и государственное регулирование систем коммерческих банков Украины» он защитил в 1996 году (по другим сведениям, в 1997 году).
В мае 2008 года журнал «Корреспондент» оценил состояние Тигипко в 1,64 миллиарда долларов и поместил его на 17-е место среди самых богатых граждан Украины.
По данным официальной биографии, Тигипко женат. Наталия вышла замуж за Тигипко в 1981 году, ещё когда он учился в вузе, утверждалось, что они развелись в 2004 году. Со второй супругой, Викторией Лопатецкой, Тигипко сочетался браком в 2005 году.
По сведениям ЛИГА News, кроме дочери Анны (1984 года рождения) от первого брака, у него трое детей от второго брака (в 2008 году Виктория говорила, что уже водит их в школу). По словам Тигипко, в 2008 году у него родился сын. По данным официальной биографии, у него четверо детей. Между тем, согласно декларации о доходах, поданной Тигипко в украинский Центризбирком в октябре 2009 года, его супругой на тот момент была Наталия Тигипко (в 2008 году упоминалась в качестве бывшей совладелицы группы ТАС), кроме того, у кандидата в президенты не было несовершеннолетних детей. В то же время, по некоторым данным, именно Лопатецкая курировала избирательную кампанию Тигипко в 2010 году.
В прессе писали, что Тигипко занимался штангой, горными лыжами и плаванием. Ранее он увлекался теннисом, но вынужден был бросить это занятие из-за травмы спины. Тигипко — православный, крещён в церкви, находившейся в юрисдикции Московского патриархата.

## Собственность
С 2014 года принадлежащая предпринимателю группа ТАС начала активно скупать различные активы в стране (страховые компании, заводы, банки, недвижимость), обосновывая подобную стратегию их низкой стоимостью и слабым ростом ВВП.
12 января 2016 года наблюдательный совет ТАСкомбанка (Киев) назначил С. Тигипко председателем правления.